# Szanat Dzsajaszúrija
Désabandu Szanat Terán Dzsajaszúrija (szingaléz írással: සනත් ටෙරාන් ජයසූරිය; Mátara, 1969. június 30.–) Srí Lanka egyik legismertebb és legsikeresebb krikettjátékosa. Mind dobásban, mind ütésben kiemelkedőt nyújtott, pályafutása során több világrekordot ért el, 1996-ban világbajnoki címet is szerzett. 2010 és 2015 között országgyűlési képviselő is volt.
Ütésben balkezes, dobóstílusa lassú balkezes ortodox. A mezőnyben szinte minden pozícióban feltűnt.

## Élete és pályafutása
A Srí Lanka déli részén található Mátara városában született, és már igen fiatalon kitűnt krikett-tehetségével. Amikor iskolája, a Szent Szerváciusz Főiskola csapatában játszott, méghozzá kapitányként, elnyerte az év iskolás játékosa díjat, valamint a legjobb ütősnek és a legjobb mindenesnek járó díjat is. Később bekerült a Srí Lanka-i U19-es válogatottba, amellyel 1988-ban részt vett az ifjúsági világbajnokságon, majd a Srí Lanka-i B válogatott tagja lett, amellyel két Pakisztán elleni mérkőzésen is elérte a 200 pontot. A felnőtt válogatottban 1989-ben mutatkozott be egy Ausztrália elleni egynapos nemzetközi mérkőzésen, míg első tesztmeccsére 1991-ben került sor, Új-Zéland ellen.
Korlátozott játszmaszámú krikettben eleinte közepes rendű, később nyitó ütősként játszott, és bár kezdeti éveiben még nem nyújtott kiemelkedő eredményt (1989-től 1995-ig nem volt olyan éve, amikor egynapos nemzetközi krikettben 30 fölött lett volna az ütési átlaga), de 1996-tól teljesítménye jelentősen feljavult, gyakran a világ legjobb dobói ellen is könnyedén gyűjtötte a pontokat. 1996-ban nem csak megnyerte csapatával a világbajnokságot, de őt választották a torna legjobb játékosává is. 1996-ban egy egynapos mérkőzésen 17 ütésből érte el az 50 pontot, ezzel olyan rekordot állított be, amely 2015-ig fennállt. 1997-ben kiemelkedő eredményt ért el: egy tesztmérkőzés egy játékrészében 340 futást szerzett, ezzel pedig Srí Lanka-i csúcsot döntött, és nem állt távol az akkor fennálló 375-ös világrekordtól sem.
A válogatottnak 38 teszt- és 117 egynapos nemzetközi mérkőzésen volt kapitánya. Miután a 2003-as világbajnokságon elődöntőbe vezette csapatát, de onnan nem jutottak tovább, lemondott a kapitányi tisztségről. Ezt követően többen megkérdőjelezték helyét a válogatottban, de 2004-ben újra bebizonyította, hogy még kiváló játékos: ebben az évben 56,50-es ütési átlagot ért el tesztmérkőzéseken. A 2007-es sikeres világbajnoki szereplés után az indiai Húsz20-as bajnokságban szereplő Mumbai Indians klubcsapathoz igazolt, ahol a következő szezonban 514 futással a bajnokság harmadik legeredményesebb ütőse lett. A teszt krikettől még 2007-ben visszavonult, de korlátozott játszmaszámú nemzetközi mérkőzéseket még 2011-ig játszott, 2008-ban Ázsia-kupát is nyert. Pályafutása során nem csak ütésben volt jó: nemzetközi mérkőzéseken dobóként 440 kaput is szerzett. 2013 januárjában a válogatottkeretet összeállító bizottság elnöke lett, az ő segítségével összeállított válogatott 2014-ben megnyerte a Húsz20-as világbajnokságot.

## Rekordok és rekordközeli eredmények
Dzsajaszúrija tartja a két tesztmérkőzésből álló sorozatok pontrekordját (571), és ő az a Srí Lanka-i, aki egynapos nemzetközi krikettben a legmagasabb pontszámot érte el (189-et). Rosán Mahánámával egy tesztjátékrészben párban szerzett 576 pontja a legmagasabb pontszám, amit tesztben olyan pár ért el, amely egy ütőjátékos kiesése után állt össze.
Ő ütötte pályafutása során a harmadik legtöbb (270) hatpontost egynapos nemzetközi krikettben, és ő a negyedik legtöbb (13 430) futást gyűjtő játékos ugyanebben a kategóriában.

## Magánélet
Első házasságát 1998-ban kötötte Szumudu Karunánájakével, de ez a házasság kevesebb mint egy év múlva felbomlott. Második felesége Sandra Tania Rosemary De Silva korábbi légiutaskísérő volt, akitől három gyermeke született: egy fiú és két leány.

## Képek

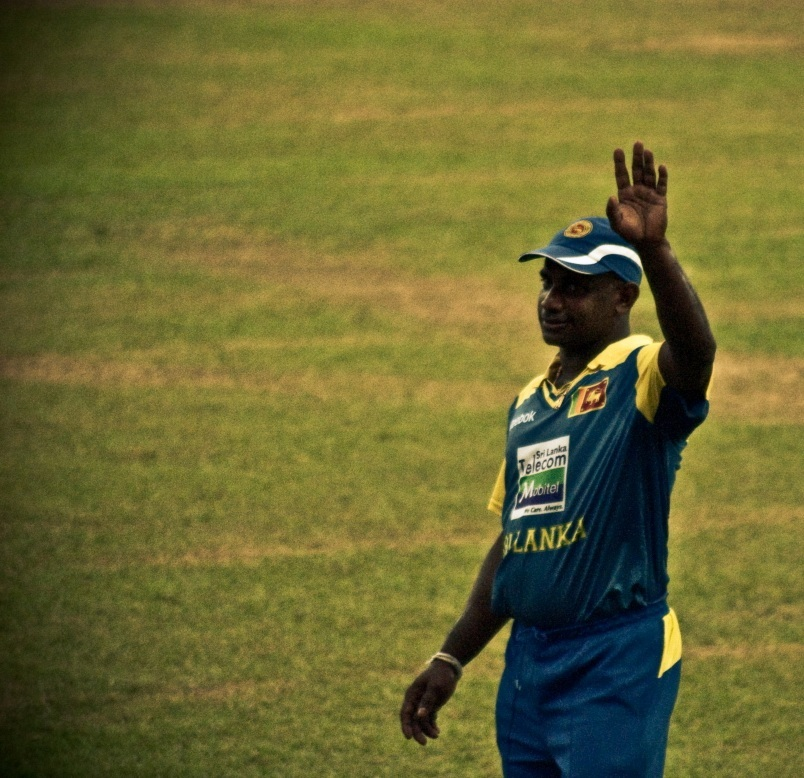
A pályán válogatott mezben
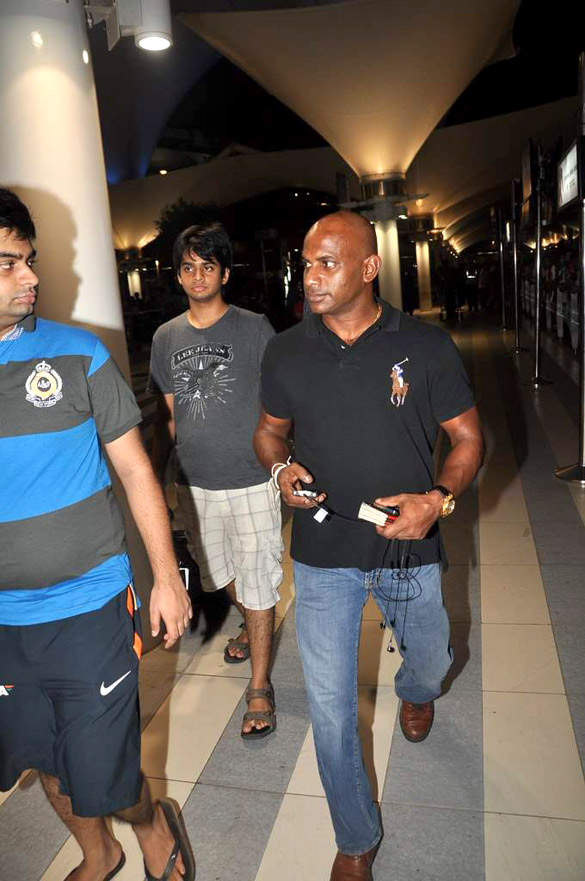
2012-ben
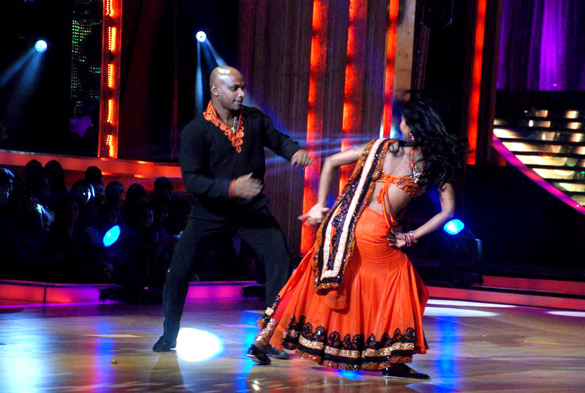
Dzsajaszúrija a Dzshalak Dikhla Dzsa című indiai show-műsorban táncol, partnere Szucsitra
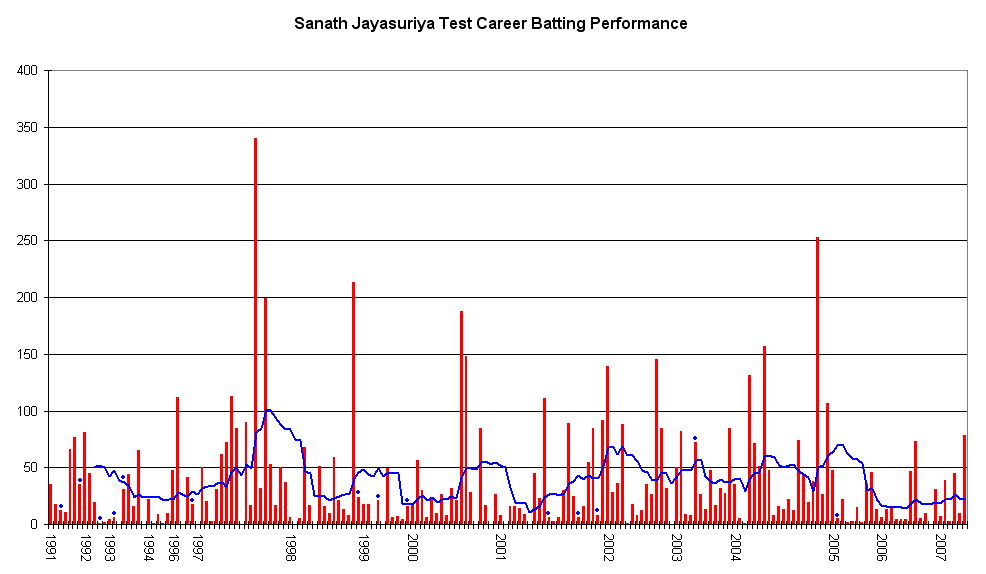
Ütőteljesítménye teszt krikettben (piros oszlop: pontszám egy játékrészben, kék vonal: utolsó 10 játékrész átlaga, kék pötty: nem esett ki)